# Ronde van Frankrijk 2011/Vijftiende etappe
De vijftiende etappe van de Ronde van Frankrijk 2011 werd verreden op 17 juli 2011 over een afstand van 192,5 kilometer tussen Limoux en Montpellier.

## Verloop
In deze etappe werd al een voorschot genomen op de rustdag van de volgende dag. Het parcours was redelijk vlak en de wind zat meestal in de rug. De vluchters van de dag waren Mickaël Delage, Samuel Dumoulin, Anthony Delaplace, Niki Terpstra en Michail Ignatiev. De controle op het peloton door Team HTC-High Road hield hun voorsprong beperkt.
Met nog twintig kilometervoor de boeg ging Ignatiev er alleen vandoor, spoedig gevolgd door Terpstra. Deze laatste kon tot op drie kilometer van de finish weerstand bieden tegen een aanstormend peloton. Even probeerde Philip Gilbert dit peloton te vlug af te zijn, maar tegen de vaart van de groep en de rappe benen van Mark Cavendish was niemand opgewassen. Deze behaalde zijn vierde overwinning in deze Tour en de negentiende in het totaal.
| Tussensprint Montagnac na 146,5 km |                   |        |
| Plaats                             | Naam              | Punten |
| Winnaar                            | Mickaël Delage    | 20     |
| 2                                  | Samuel Dumoulin   | 17     |
| 3                                  | Anthony Delaplace | 15     |

| Beklimming Côte de Villespassans na 82 km | Beklimming Côte de Villespassans na 82 km | Beklimming Côte de Villespassans na 82 km | 4e cat. 2,2 km à 4,6 % | 4e cat. 2,2 km à 4,6 % |
| Plaats                                    | Naam                                      | Naam                                      | Punten                 |                        |
| Winnaar                                   | Michail Ignatiev                          | Michail Ignatiev                          | 1                      |                        |

## Uitslagen
| Rituitslag |                     |                             |          |
| Plaats     | Naam                | Ploeg                       | Tijd     |
| Winnaar    | Mark Cavendish      | Team HTC-High Road          | 4u20'24" |
| 2          | Tyler Farrar        | Team Garmin-Cervélo         | z.t.     |
| 3          | Alessandro Petacchi | Lampre-ISD                  | z.t.     |
| 4          | Daniel Oss          | Liquigas-Cannondale         | z.t.     |
| 5          | José Joaquín Rojas  | Team Movistar               | z.t.     |
| 6          | Ben Swift           | Sky ProCycling              | z.t.     |
| 7          | Gerald Ciolek       | Quick Step                  | z.t.     |
| 8          | Tony Gallopin       | Cofidis, le crédit en ligne | z.t.     |
| 9          | Francisco Ventoso   | Team Movistar               | z.t.     |
| 10         | Sébastien Hinault   | AG2R-La Mondiale            | z.t.     |
|            |                     |                             |          |
| 21         | Rob Ruijgh          | Vacansoleil-DCM             | z.t.     |
| 28         | Philippe Gilbert    | Omega Pharma-Lotto          | z.t.     |

| Strijdlustigste renner |               |            |
|                        | Naam          | Ploeg      |
|                        | Niki Terpstra | Quick Step |

## Klassementen
| Algemeen Klassement |                  |                     |           |
| Plaats              | Naam             | Ploeg               | Tijd      |
| Gele trui           | Thomas Voeckler  | Team Europcar       | 65u24'34" |
| 2                   | Fränk Schleck    | Team Leopard-Trek   | op 01'49" |
| 3                   | Cadel Evans      | BMC Racing Team     | op 2'06"  |
| 4                   | Andy Schleck     | Team Leopard-Trek   | op 02'15" |
| 5                   | Ivan Basso       | Liquigas-Cannondale | op 03'16" |
| 6                   | Samuel Sánchez   | Euskaltel-Euskadi   | op 03'44" |
| 7                   | Alberto Contador | Saxo Bank-Sungard   | op 04'00" |
| 8                   | Damiano Cunego   | Lampre-ISD          | op 04'01" |
| 9                   | Tom Danielson    | Team Garmin-Cervélo | op 05'46" |
| 10                  | Kevin De Weert   | Quick Step          | op 06'18" |
|                     |                  |                     |           |
| 21                  | Rob Ruijgh       | Vacansoleil-DCM     | op 12'56" |

| Ploegenklassement |                             |            |
| Plaats            | Ploeg                       | Tijd       |
|                   | Team Leopard-Trek           | 195u47'43" |
| 2                 | Team Europcar               | op 00'06"  |
| 3                 | AG2R-La Mondiale            | op 02'32"  |
| 4                 | Team Garmin-Cervélo         | op 03'43"  |
| 5                 | Team Katjoesja              | op 08'31"  |
| 6                 | Cofidis, le crédit en ligne | op 14'14"  |
| 7                 | Euskaltel-Euskadi           | op 16'28"  |
| 8                 | Team RadioShack             | op 16'32"  |
| 9                 | Sky ProCycling              | op 27'49"  |
| 10                | Saxo Bank-Sungard           | op 28'39"  |

## Nevenklassementen
| Puntenklassement |                    |                    |        |
| Plaats           | Naam               | Ploeg              | Punten |
| Groene trui      | Mark Cavendish     | Team HTC-High Road | 319    |
| 2                | Jose Joaquin Rojas | Team Movistar      | 282    |
| 3                | Philippe Gilbert   | Omega Pharma-Lotto | 248    |
|                  |                    |                    |        |
| 45               | Lieuwe Westra      | Vacansoleil-DCM    | 32     |

| Bergklassement |                   |                    |        |
| Plaats         | Naam              | Ploeg              | Punten |
| Bolletjestrui  | Jelle Vanendert   | Omega Pharma-Lotto | 74     |
| 2              | Samuel Sánchez    | Euskaltel-Euskadi  | 72     |
| 3              | Jérémy Roy        | Française des Jeux | 45     |
|                |                   |                    |        |
| 7              | Johnny Hoogerland | Vacansoleil-DCM    | 22     |

| Jongerenklassement |                 |                             |             |
| Plaats             | Naam            | Ploeg                       | Tijd        |
| Witte trui         | Rigoberto Urán  | Sky ProCycling              | 65u32'29"   |
| 2                  | Rein Taaramäe   | Cofidis, le crédit en ligne | op 01'07"   |
| 3                  | Pierre Rolland  | Team Europcar               | op 01'25"   |
|                    |                 |                             |             |
| 5                  | Rob Ruijgh      | Vacansoleil-DCM             | op 05'01"   |
| 21                 | Thomas De Gendt | Vacansoleil-DCM             | op 1u13'29" |

1e etappe ·
2e etappe ·
3e etappe ·
4e etappe ·
5e etappe ·
6e etappe ·
7e etappe ·
8e etappe ·
9e etappe ·
10e etappe ·
11e etappe ·
12e etappe ·
13e etappe ·
14e etappe ·
15e etappe ·
16e etappe ·
17e etappe ·
18e etappe ·
19e etappe ·
20e etappe ·
21e etappe
Startlijst · Eindstanden · Afbeeldingen